# Cuecas para Chile
Cuecas para Chile es el disco debut del grupo de Folk/Fusión Las Capitalinas que busca rescatar las raíces, la sonoridad y la fuerza de la Cueca brava, inspirado principalmente en el trabajo de Los Chileneros y de su líder, Hernán Núñez Oyarce. Contiene 14 cuecas, siendo el primer registro de un grupo femenino de [Cueca brava] o urbana. 
Este disco tiene una excelente recepción en el medio folklórico, y sienta un precedente a lo que posteriormente constituiría un movimiento juvenil de rescate de la cueca urbana.
Es editado de manera independiente, distribuido por Sony Music. 
Las Capitalinas debutaron en vivo en el Festival de Quilaco de 2001, con el tema original “No vuelvas más” (Tamara Correa), con el que obtienen el 2.º lugar. 

## Lista de canciones
1. "No vuelvas más (Ingrato)"
2. "Recoleta, Carmen, Lira"
3. "En el altar del recuerdo"
4. "Santiago, mi gran Santiago"
5. "Todo se fue"
6. "Mi preciosa cueca urbana"
7. "Siempre el piano"
8. "Rosa del Pilar"
9. "Sigue con tu camino"
10. "Pandero y boca'e caballo"
11. "Se fue la Tía Carlina"
12. "Las Capitalinas"
13. "Póngale Swing"
14. "Te quiero más que a mi vida"